# Hermanus Hendrik Dansdorp
Hermanus Hendrik Dansdorp (Amsterdam, 25 maart 1788 - Haarlem, 31 oktober 1873) was een Nederlands bouwkundige. Hij was de zoon van de werkman Cornelis Dansdorp en Floora Maria Caldies. Na een loopbaan als timmermansknecht in Amsterdam trad hij in mei 1830 in dienst van Rijkswaterstaat als opzichter bij de bouw van de gevangenis in Hoorn. Op 1 oktober 1830 werd hij benoemd tot provinciaal opzichter in Noord-Holland, vanaf februari 1832 met als standplaats Haarlem. Tot een reorganisatie van Rijkswaterstaat omstreeks 1855 bleef hij in die functie werkzaam.

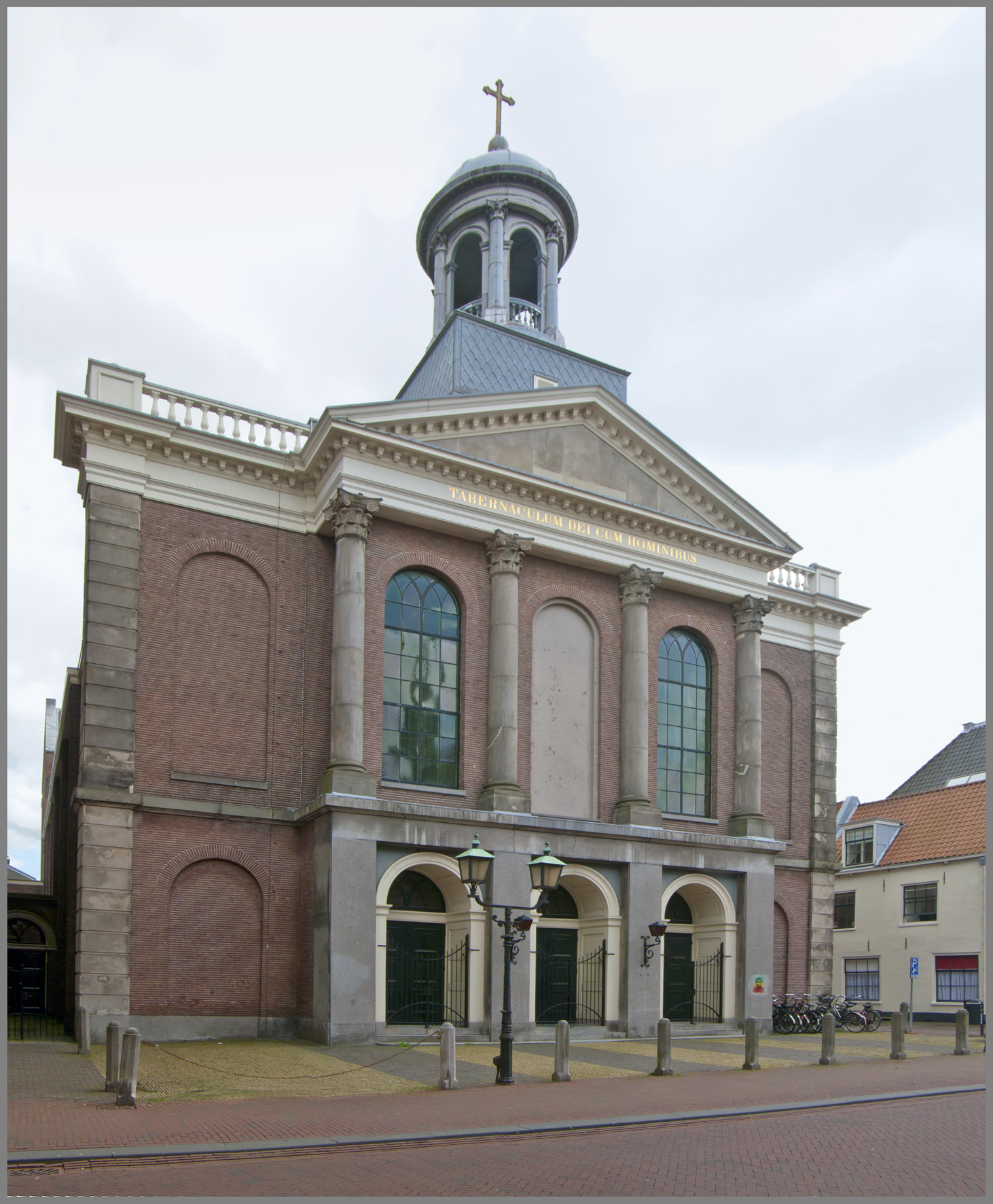
Haarlem, St.Joseph

In die kwart eeuw was hij als opzichter en ontwerper betrokken bij de bouw van een hele reeks katholieke en protestantse kerken in neoclassicistische stijl, regelmatig in samenwerking met provinciaal ingenieur Pieter Kock (1802-1880), met wie hij een niet uitgevoerd ontwerp maakte voor de herbouw van de in 1838 afgebrande Grote Kerk in Hoorn . Zijn belangrijkste werk is de St.Joseph in Haarlem (1841-1843), die na het herstel van de bisschoppelijke hiërarchie van 1853 tot 1898 zou functioneren als kathedraal. De publicatie van de bouwtekeningen met toelichting van Dansdorp in de Bouwkundige Bijdragen leidde tot een korte polemiek over de kwaliteit van zijn ontwerp .

## Kerken
- Akersloot, Hervormde Kerk (1836)
- Egmond-Binnen, Hervormde Kerk (1836)
- Haarlemmerliede, St.Jacobus de Meerdere (1837, met Salomon van der Paauw)
- Den Helder, Hervormde Kerk (1838-1839, met Pieter Kock)
- Den Helder, St.Petrus & Paulus (1839-1840)
- Haarlem, St.Joseph (1841-1843)
- Winkel, Hervormde Kerk (1845)
- Edam, St.Nicolaas (1846-1847)
- Burgerbrug, Hervormde Kerk (1850, toeschrijving niet geheel zeker)
- Schagerbrug, Hervormde Kerk (1850-1851)
- Zandvoort, St.Agatha (1853, 1929 verbouwd tot verenigingsgebouw)

## Andere bouwwerken
- Wormerveer, Noorderschool (1838)

## Galerij

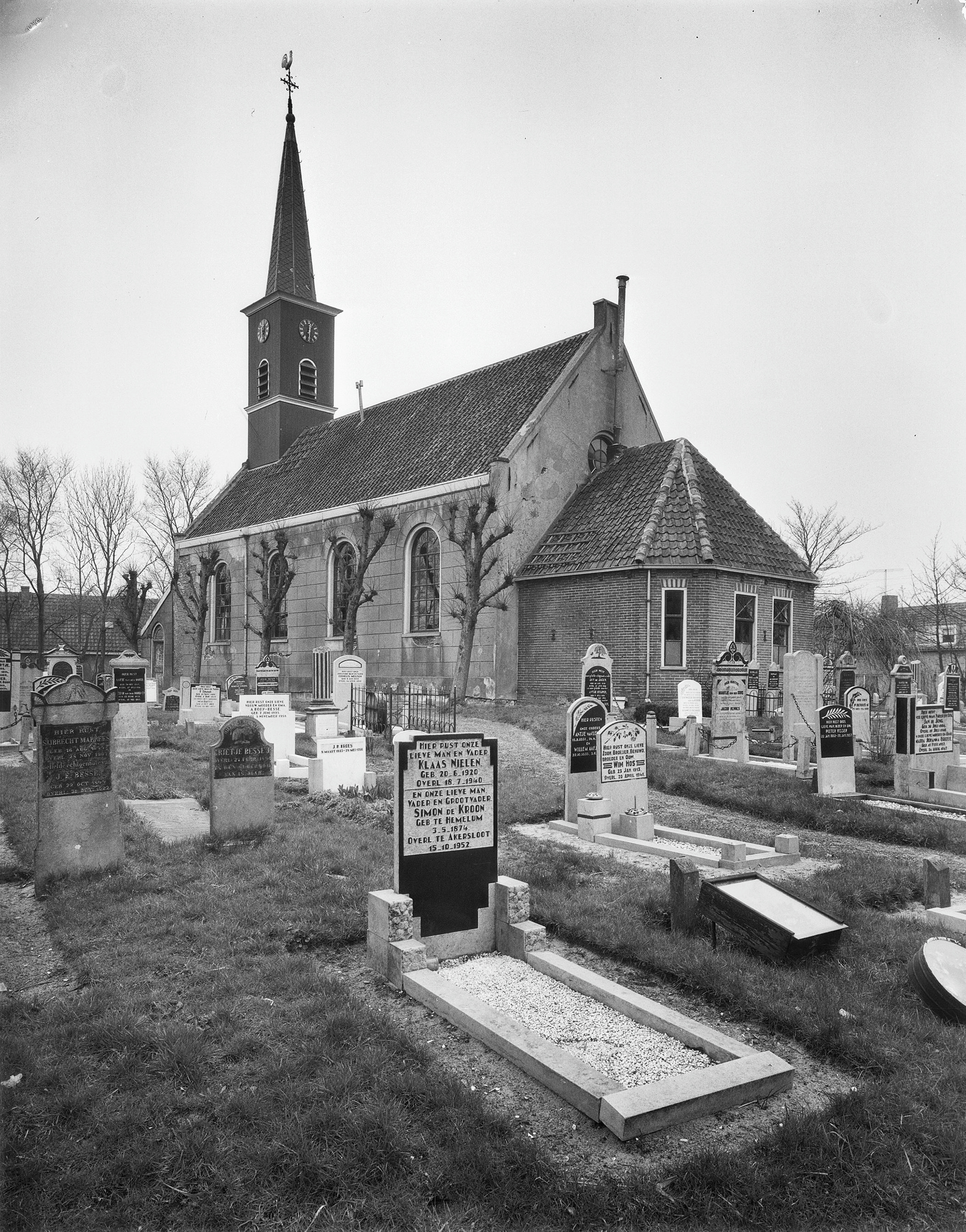
Akersloot, Hervormde Kerk
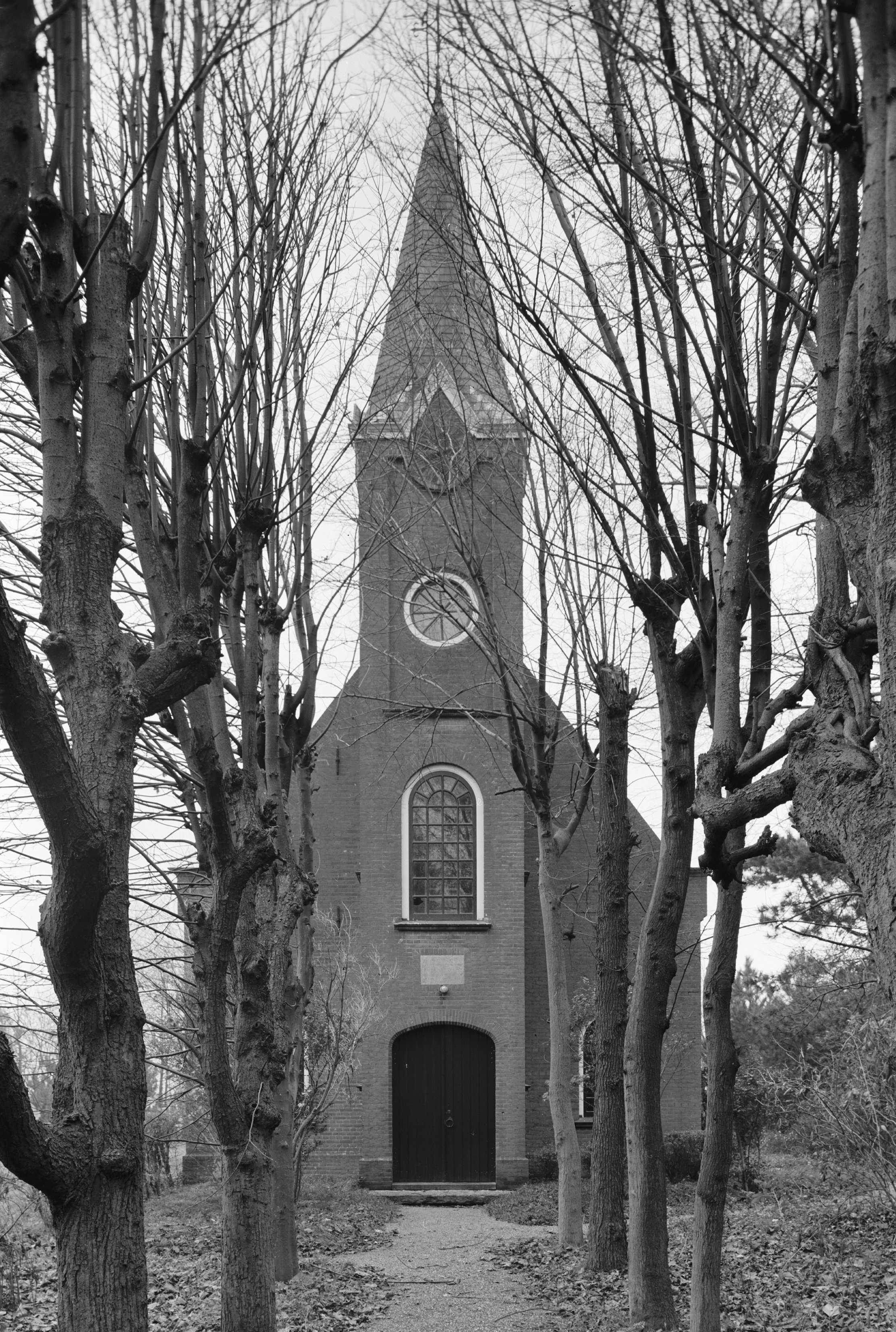
Egmond-Binnen, Hervormde Kerk
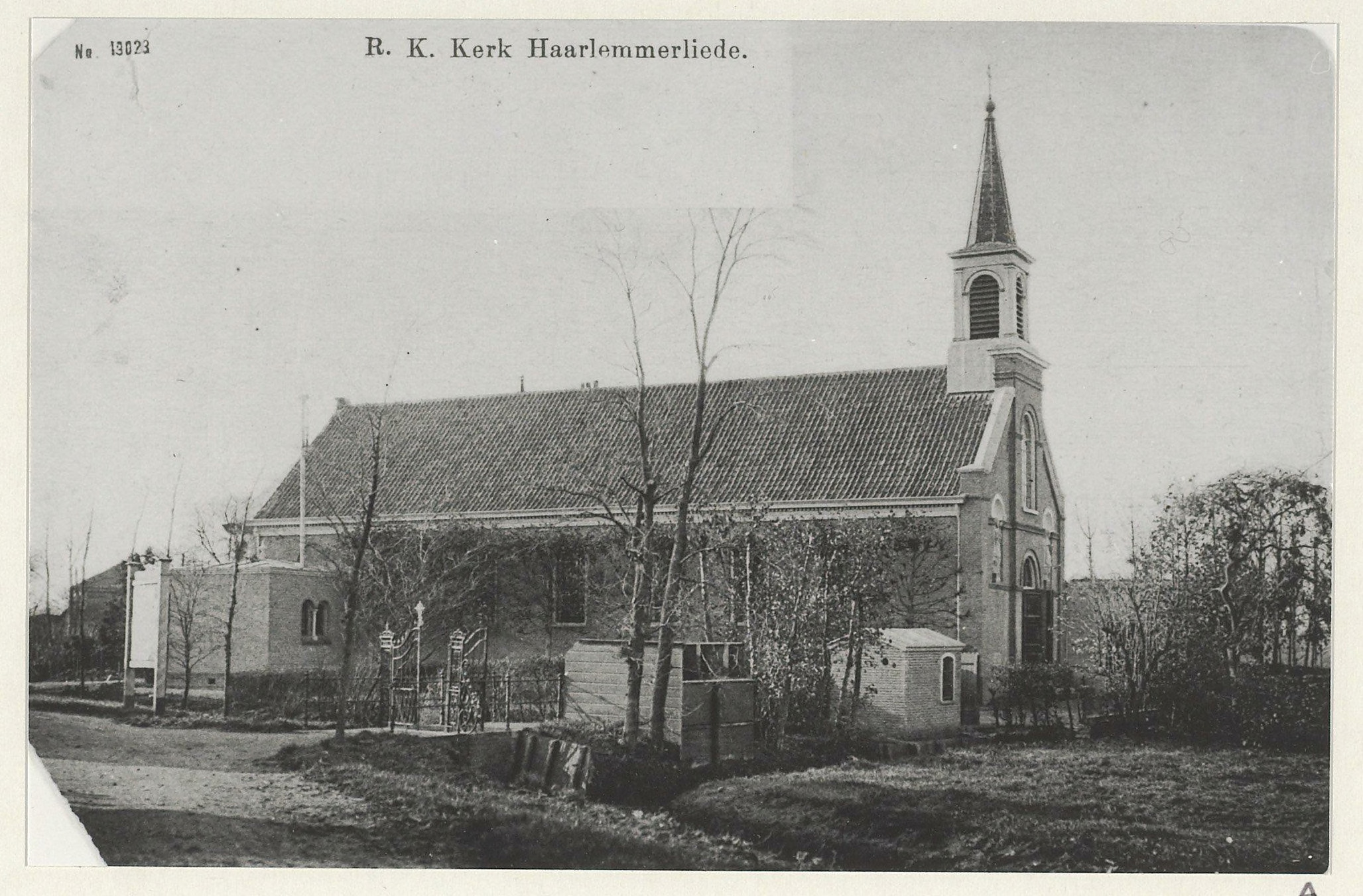
Haarlemmerliede, St.Jacobus de Meerdere
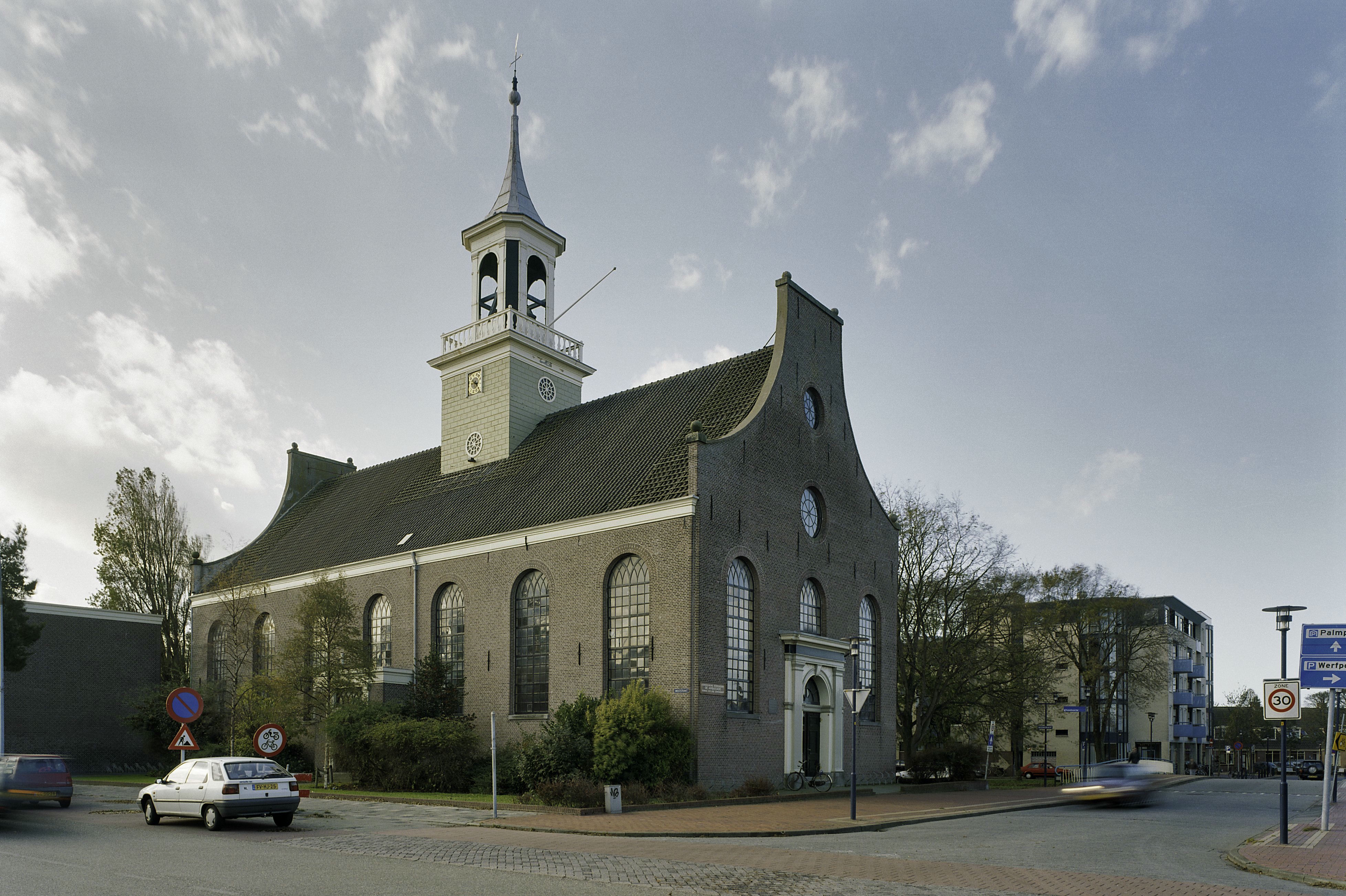
Den Helder, Nieuwe Kerk
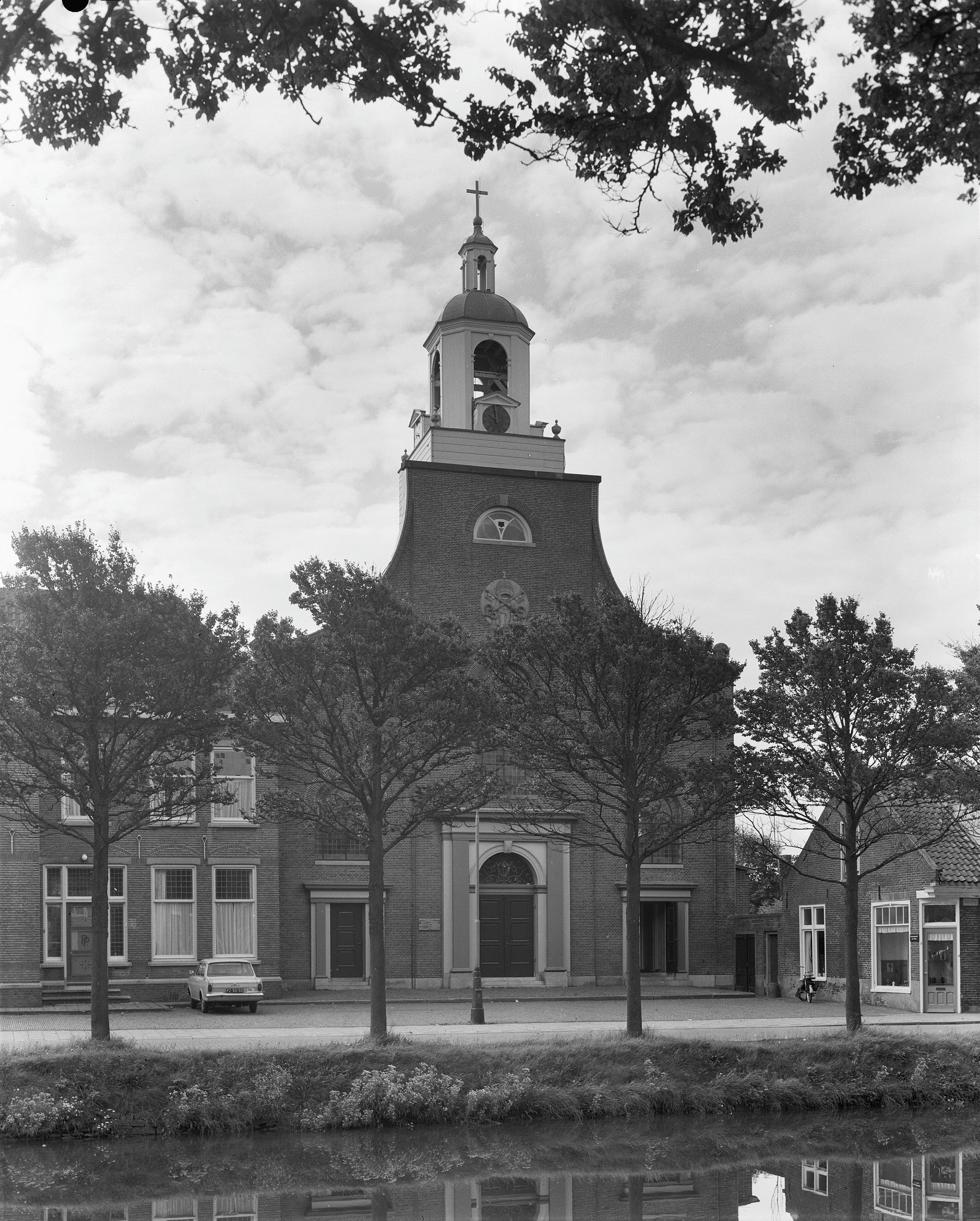
Den Helder, St.Petrus en Paulus
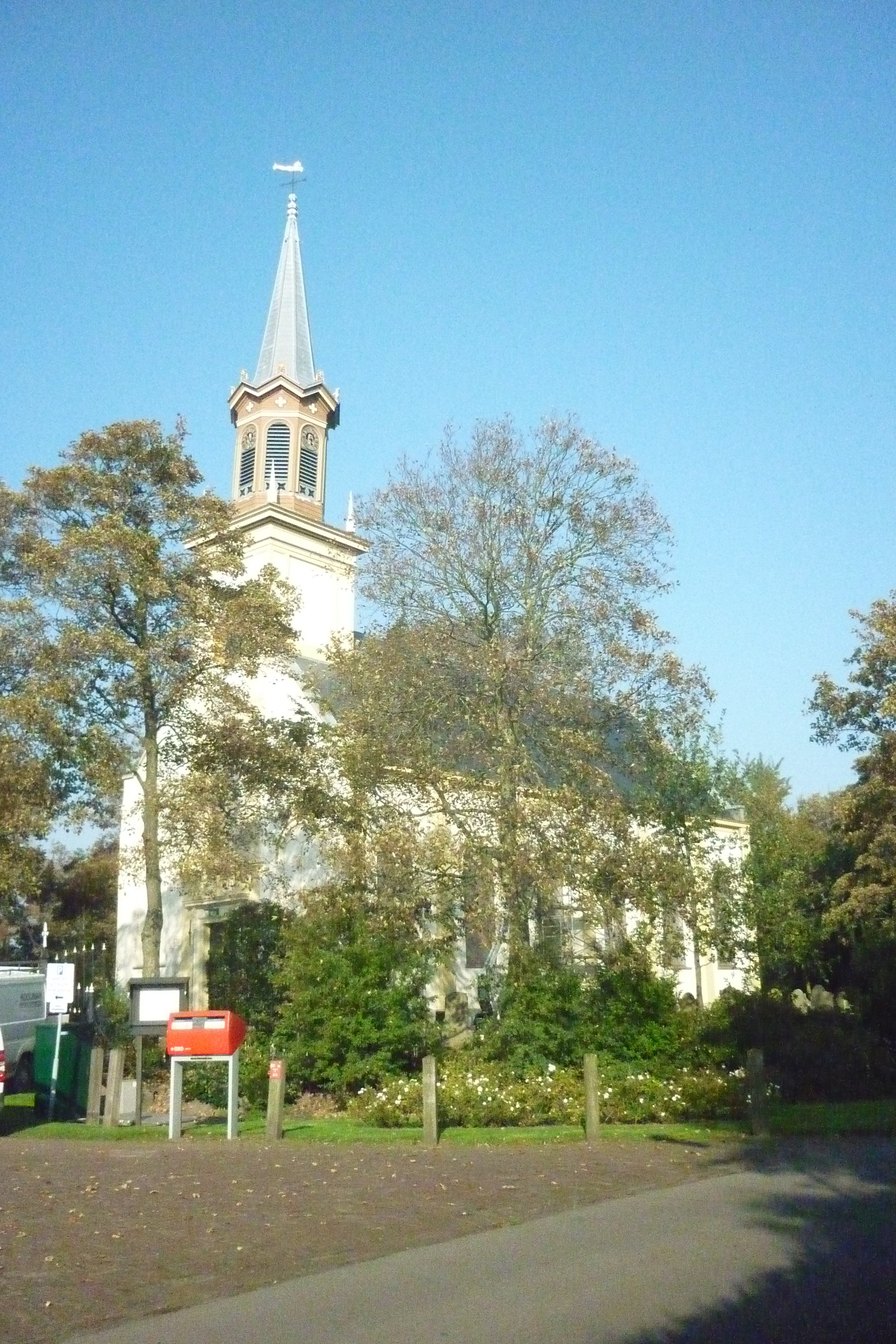
Winkel, Hervormde Kerk
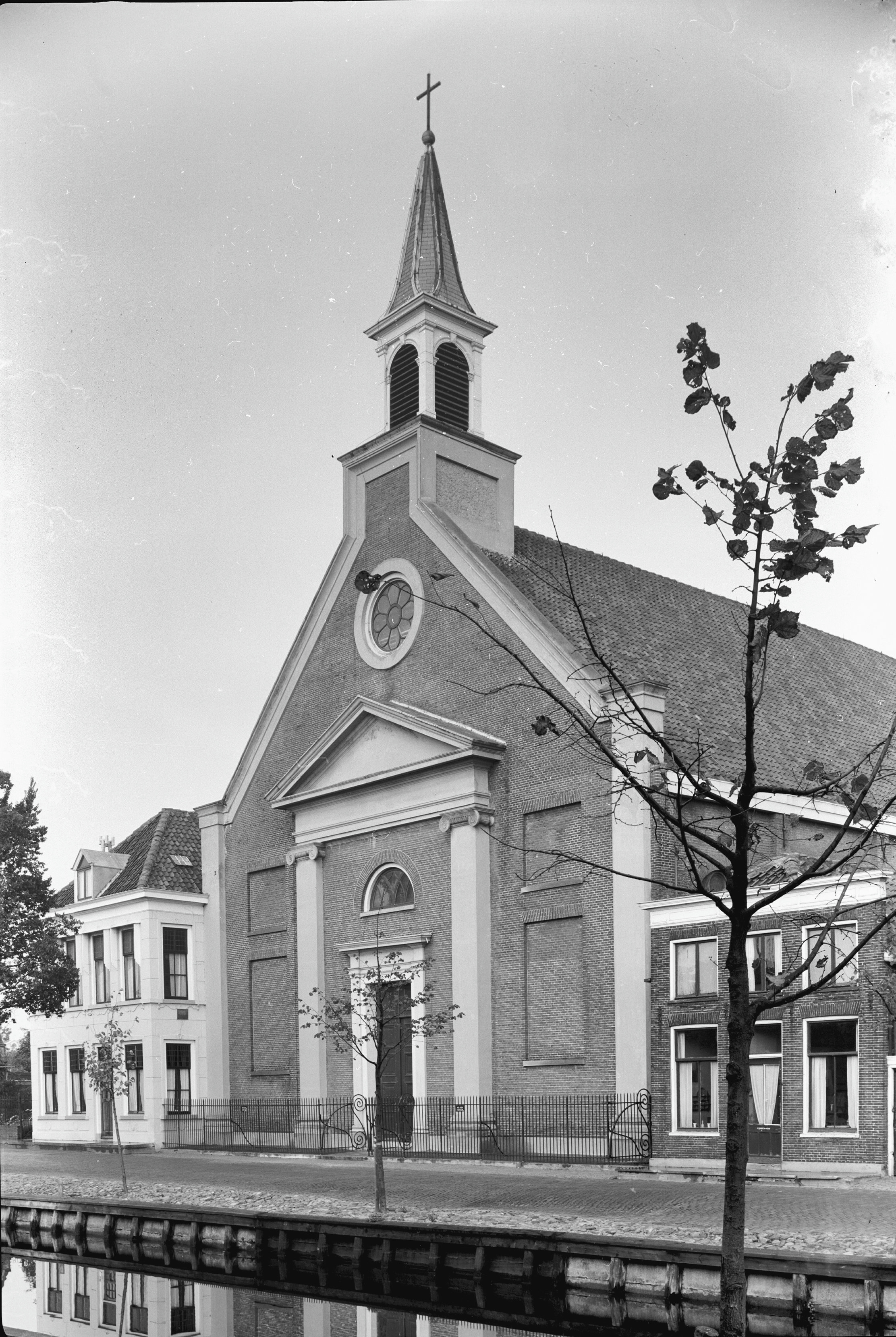
Edam, St.Nicolaas
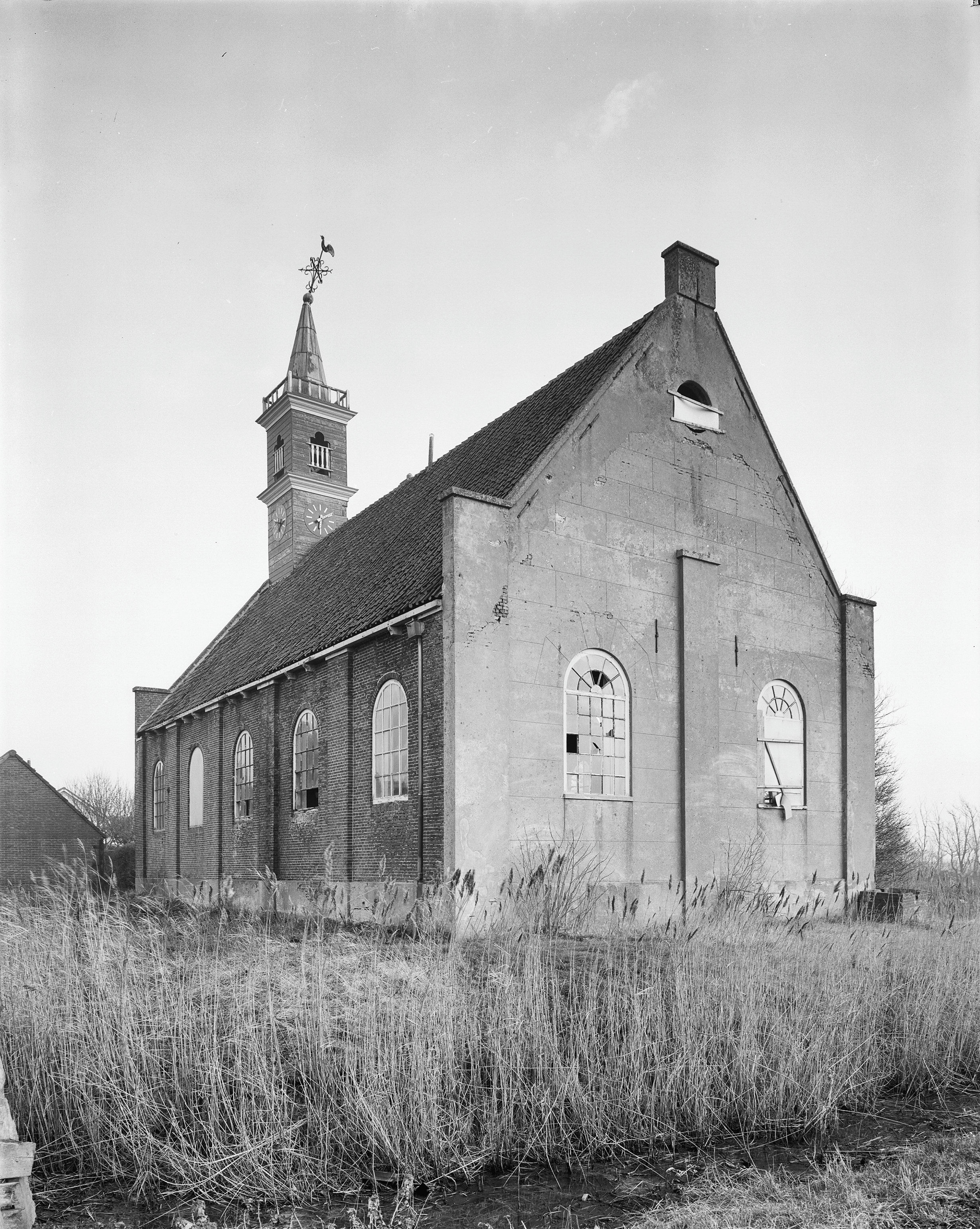
Burgerbrug, Hervormde Kerk